# Pueblo shan
Los shan son un grupo étnico del sudeste asiático. Los shan viven sobre todo en el estado Shan de Birmania y en zonas limítrofes de China, Tailandia, Camboya y Vietnam. Los shan son unos 6 millones, aunque no existe un censo fiable.
Los shan habitan principalmente en las llanuras de la meseta Shan, cuyas aguas recoge el río Salween. La capital del estado Shan es Taunggyi, una pequeña ciudad de unos 150.000 habitantes. Otras ciudades importantes con población shan serían Kengtong y Tachileik.

## Historia

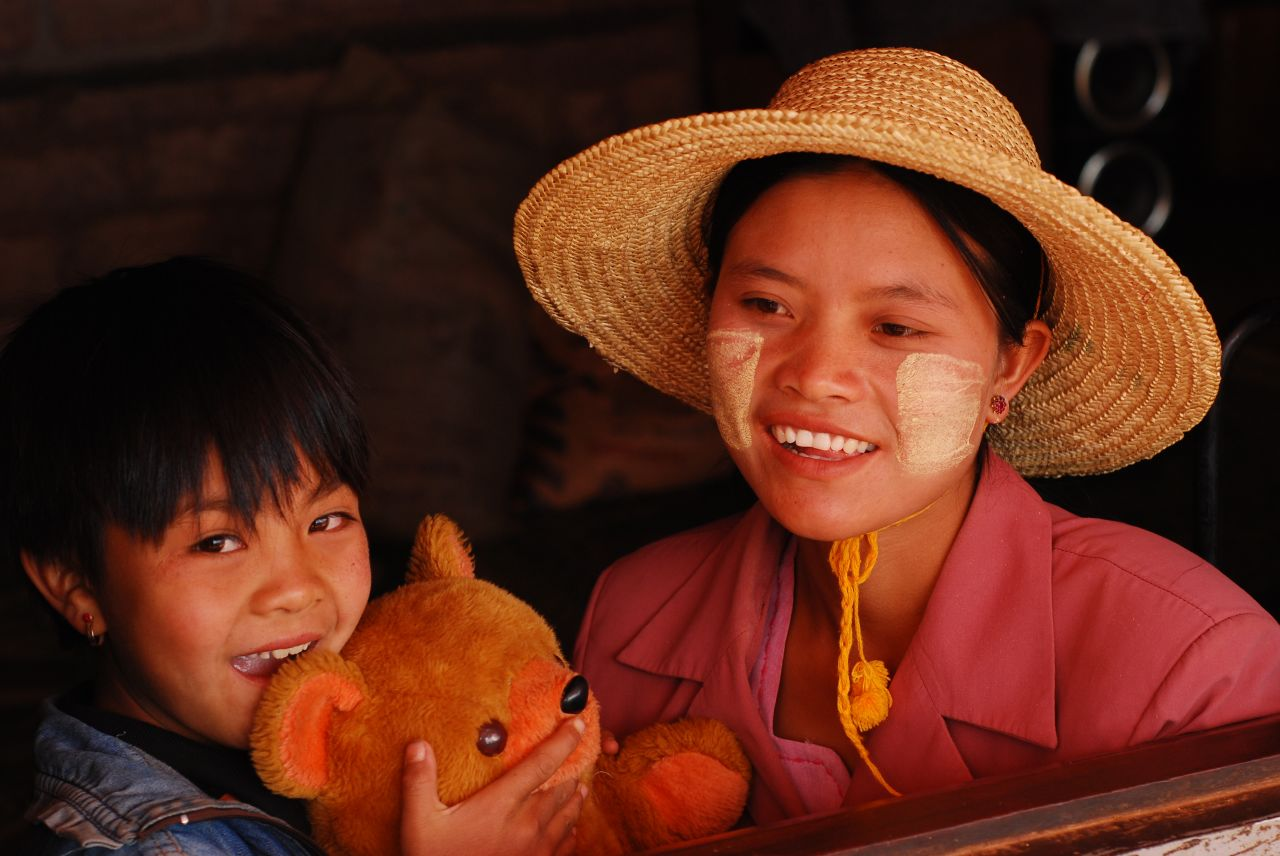
Mujer y niños shans.

Aunque está ampliamente aceptado que los pueblos shan han habitado zonas de Birmania durante mucho tiempo, existen teorías que dicen que el grupo étnico podría haber migrado desde las montañas del sur de la provincia de Yunnan, en China. Los shan que llegaron a Birmania son la rama más antigua del grupo étnico tai conocido como "Tai Long", es decir "Grandes Tai". Los posteriores inmigrantes shan en Laos y Tailandia fueron llamados "Tai Noi" que significa "Pequeños Tai".

## Cultura
Tradicionalmente los shan han cultivado el arroz y han sido comerciantes y artesanos. La mayor parte de los Shan practica el budismo theravada y sus creencias religiosas tradicionales, de carácter animista. Los shan comparten su mito de la creación con la etnia lao y creen que su raza fue fundada por Khun Borom.

## Lengua
El idioma shan forma parte del grupo de las lenguas tai-kadai y está relacionado con el tailandés y el lao. Los shan del sur utilizan un alfabeto basado en el alfabeto birmano.
El código ISO 639 para la lengua shan es SHN; y el código SIL es SJN.

## Realeza
Para los shan existen varias Familias Reales. La última Familia Real del estado Shan es la familia Kanbawza. SAR Sao Pan Thee es el heredero del trono de Kanbawza.

## Política
Los shan están envueltos en una guerra civil intermitente dentro de Birmania desde hace décadas. Como el estado Shan es uno de los mayores de Birmania, existen dos fuerzas armadas rebeldes que operan dentro del mismo - el Ejército del Estado Shan - Norte (EES-N) y el Ejército del Estado Shan -Sur (EES-S). En la actualidad existe un acuerdo de alto el fuego entre el Ejército birmano (Tatmadaw) y el EES-N, pero se siguen produciendo episodios de guerra de guerrillas, sobre todo entre el Ejército birmano y el EES-S.
Durante el conflicto, a menudo los shan han visto arrasados sus poblados y han sido forzados a huir a Tailandia, donde no reciben el estatus de refugiados y suelen trabajar sin papeles.

### Independencia y Gobierno en el Exilio
Su Alteza Real, el Príncipe Hso Khan Pha (a veces escrito Surkhanpha en tailandés) de Yawnghwe, vive en el exilio en Canadá. Dirige una campaña para que el gobierno de Birmania respete la cultura tradicional y las tierras indígenas del pueblo Shan y trabaja con exiliados para ofrecer educación para los niños expatriados. 
Además, existe cierta opinión en el estado Shan y la vecina Tailandia, así como en las comunidades de exiliados, favorable a la independencia total del estado Shan, que fue proclamada en mayo de 2005, por algunos sectores shan en el exilio como independencia de los Estados Shan Federados. 
Esta declaración de independencia fue rechazada por la mayoría de los grupos étnicos restantes, muchos shan residentes en Birmania y el partido de oposición en Birmania, la Liga Nacional para la Democracia, dirigida por Aung San Suu Kyi. A pesar de ello, el Ejército birmano ha endurecido las condiciones de vida para los shan, limitando sus movimientos e incrementando el número de inspecciones y redadas en los pueblos en los que habitan.